# Vakh
El Vakh (rus: Вах) és un riu de Rússia. Té una llargària de 964 km, és un afluent per la dreta de l'Obi i discorre per Sibèria Occidental, al districte autònom de Khàntia-Mànsia.

## Geografia
Té una superfície de 76.700 km² (superfície de la mida d'alguns països com Irlanda o la República Txeca), amb un cabal mitjà de 665 m³/s.
Neix en una regió de turons a la part nord-est de la plana de Sibèria Occidental, a la part est del districte autònom de Khàntia-Mànsia, no gaire lluny del límit amb el krai de Krasnoiarsk. El riu va sobretot en direcció oest en una regió de taigà. El seu curs és molt sinuós i amb molt meandres. El Vakh rep pels dos costats una gran quantitat de rierols al llarg del seu recorregut. Travessa regions molt poc habitades i poc hospitalàries. A l'hivern es glaça i a l'estiu sovint hi ha una superpoblació d'insectes. Durant l'hivern la temperatura poc baixar fins als -50 °C, i a l'estiu es passen els +35 °C. Tanmateix, l'última dècada, amb la descoberta de petroli i de gas natural, hi ha hagut una certa activitat humana, amb algunes carreteres asfaltades, tot i que no hi ha cap port prop del riu.
Al final del seu recorregut el Vakh desemboca a l'Obi per la dreta, més avall de les viles de Bilino i de Kabino, a uns 20 km de Nijnevàrtovsk.
Prop de la confluència amb l'Obi el Vakh té almenys uns 300 m d'amplada, 5 m de profunditat i una velocitat de més de 0,5 m/s.